# Juan Caramuel y Lobkowitz

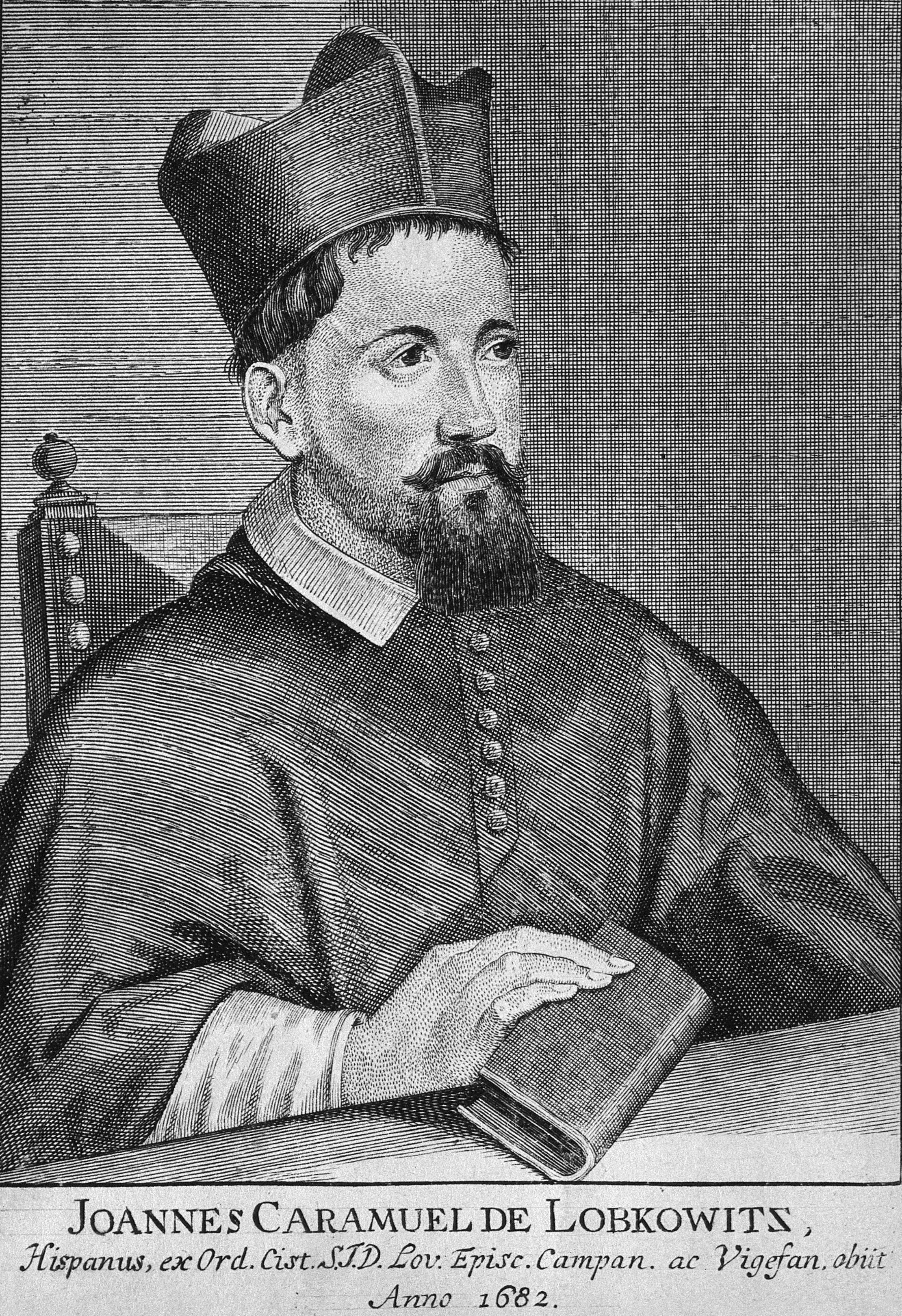
Bischof Juan Caramuel Lobkowitz

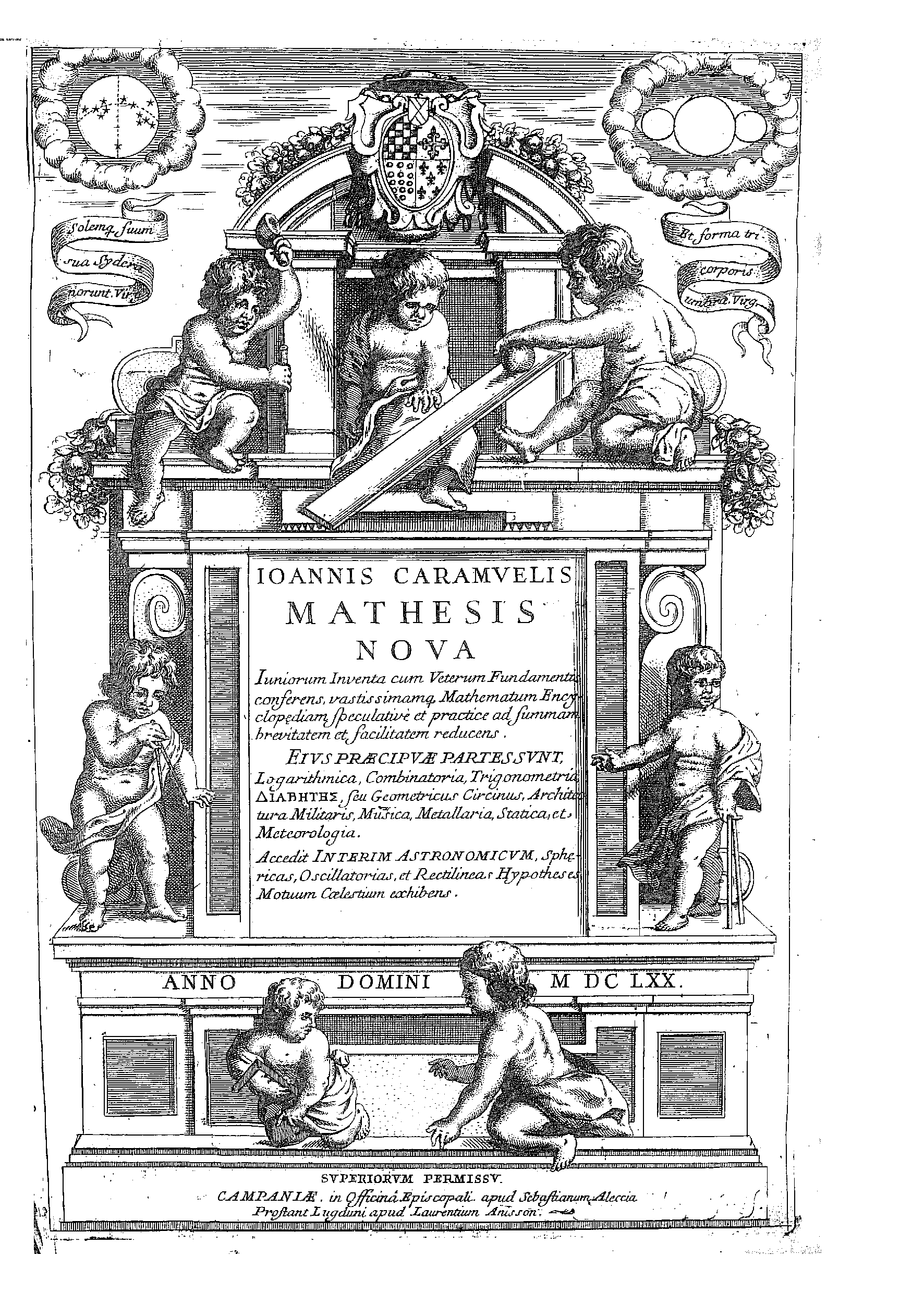
Mathesis nova, 1670

Juan Caramuel y Lobkowitz SOCist (auch Joannes Caramuel de Lobkowitz; * 23. Mai 1606 in Madrid; † 8. September 1682 in Vigevano) war ein spanischer katholischer Geistlicher, Philosoph, Theologe, Astronom und Mathematiker mit böhmischen Vorfahren.

## Leben
Er war ein hochbegabtes Kind, beschäftigte sich früh mit schwierigen mathematischen Problemen und veröffentlichte bereits als Zehnjähriger astronomische Tabellen.
Nach einer oberflächlichen Kolleg-Ausbildung, die er dank seiner Fähigkeiten rasch absolvierte, wandte er sich dem Studium asiatischer Sprachen, insbesondere des Chinesischen zu. Er wurde am Kloster von La Espina (Diözese von Palencia) in den Zisterzienserorden aufgenommen und begann nach seiner Priesterweihe eine außergewöhnliche vielseitige und brillante Karriere. Während seiner Zugehörigkeit zum Kloster von Dunes in Flandern erlangte er durch seine Predigten die Gunst des Kardinalinfanten Ferdinand, Statthalter der Niederlande. 1638 verlieh ihm die Universität Löwen den Doktor der Theologie. 
1644 ernannte ihn der spanische König Philipp IV. zum Abt des Klosters Disibodenberg (Erzdiözese Mainz) und später (nachdem Caramuel die Kurpfalz hatte verlassen müssen) zu seinem Gesandten am Hof des deutschen Kaisers Ferdinand III. Caramuel war nacheinander Abt von Melrose (Schottland), Superior der Schwarzspanier-Benediktiner von Montserrat in Wien und Vikar des Erzbischofs von Prag. Als die Schweden 1648 Prag angriffen, bewaffnete und führte er eine Miliz von Geistlichen, die sich in den Dienst der Verteidigung der Stadt stellten. Für seine Tapferkeit bei dieser Gelegenheit verlieh ihm der Kaiser ein goldenes Halsband. 
Später wurde er Erzbischof von Otranto, und bei seinem Tod war er Bischof von Vigevano.

## Werke

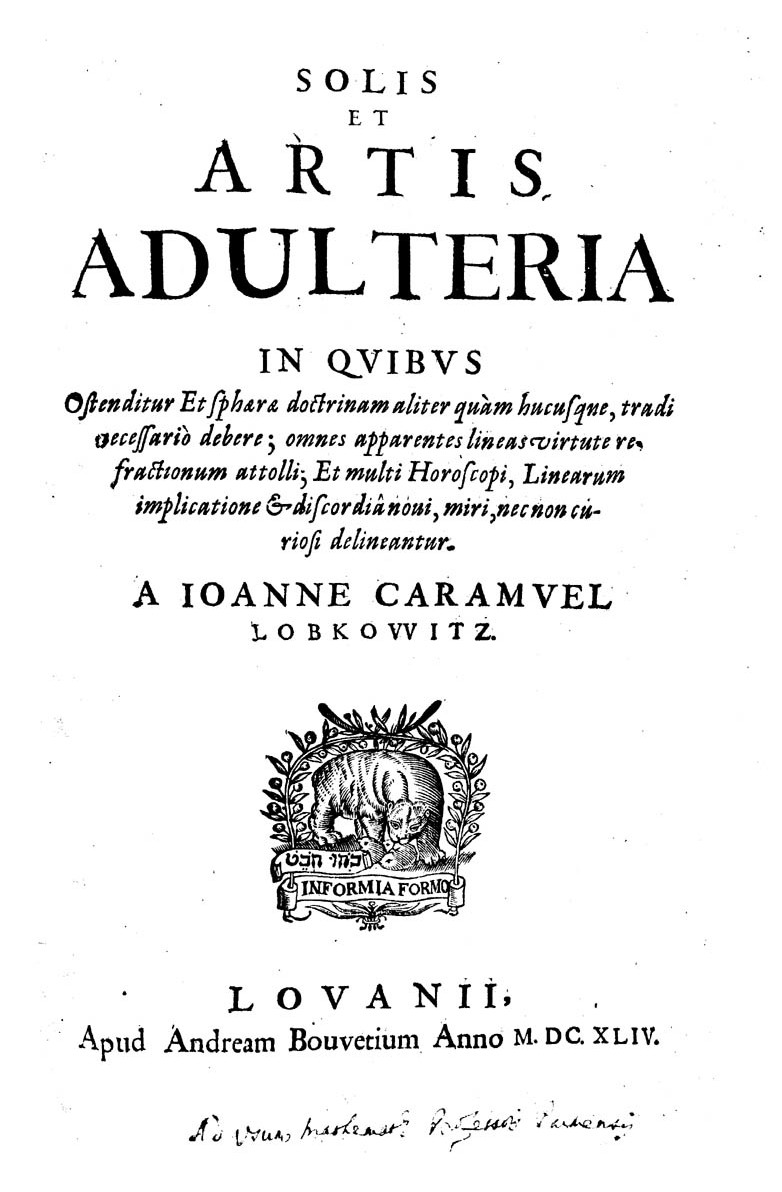
Solis et artis adulteria, 1644

Caramuel veröffentlichte – laut der Zählung von Jean-Noël Paquot (1722–1803) – nicht weniger als 262 Bücher über Grammatik, Dichtung, Rhetorik, Mathematik, Astronomie, Physik, Politik, Kirchenrecht, Logik, Metaphysik und Theologie. Allerdings behielt kaum etwas davon dauerhafte Bedeutung. Er liebte es, neuartige Theorien zu verteidigen und versuchte beispielsweise theologische Fragen durch vertiefte logische Analysen zu lösen. In der Moraltheologie vertrat er einen ausgeprägten Probabilismus, weshalb ihn Alfonso Maria de Liguori als „Fürst der Laxisten“ verurteilte.
In seinem Buch Mathesis biceps vetus et nova (Zweiköpfige Mathematik – alt und neu) von 1670 ist die erste Veröffentlichung (noch vor Gottfried Wilhelm Leibniz 1705) des Dualsystems (und von Stellensystemen zu anderen Basen) in Europa zu finden. Er behandelt darin auch Aufgaben der Wahrscheinlichkeitsrechnung mit Anwendungen auf Würfelspiele und das Lotto.